# Craspedoxantha milleri
Craspedoxantha milleri är en tvåvingeart som beskrevs av Amnon Freidberg 1985. Craspedoxantha milleri ingår i släktet Craspedoxantha och familjen borrflugor. Inga underarter finns listade i Catalogue of Life.